# 伊藤滋
伊藤 滋（いとう しげる、1931年8月20日 - ）は、日本の都市計画家。早稲田大学特命教授、慶應義塾大学大学院客員教授、東京大学名誉教授。学位は工学博士（東京大学）。専門は、都市防災論、国土及び都市計画。
伊藤滋都市計画事務所主宰。一般財団法人日本地域開発センター理事長、NPO法人日本都市計画家協会会長、アジア防災センター・センター長、内閣官房都市再生戦略チーム座長、国土審議会、都市計画中央審議会委員を歴任。2030年の東京都心市街地像研究会座長。さいたま新都心計画チーフプロデューサー。環長崎港地域アーバンデザイン専門家会議座長。

## 人物
東京都杉並区生まれ。父は評論家・詩人・小説家の伊藤整。成蹊学園を経て、旧制成蹊高校（理科甲類）卒業。1955年、東京大学農学部林学科を卒業し、恩師加藤誠平の忠告にしたがい、工学部建築学科に編入学。1957年同学科卒業。卒業制作では、小田急主催の箱根湯本コンペティション計画を手がけ、2等に入賞している。大学院に進学。高山英華に師事。高山研究室に席を置きながら土木工学科教授の八十島義之助研究室で交通計画を研究。大学院修了式で工学系研究科総代。
1962年、東京大学大学院工学系研究科博士課程を修了し、工学博士の学位を取得。1963年から都市研究所客員研究員として、アメリカ・ボストンにわたる。アメリカでは都市解析や交通計画を研究。帰国後東京大学工学部都市工学科助教授。都市防災と国土計画を担当。1962年、博士論文「都市計画における発生交通量に関する方法論的研究」で、日本都市計画学会石川賞論文調査部門受賞。
昭和38年・千里ニュータウン中央地区センター設計、昭和42年・山形市都市基本計画で三浦記念賞受賞、昭和43年・浦安地区住宅地基本設計、ほか吉祥寺北口駅前広場計画（高山案）を手がけた。1969年、新全国総合開発計画に関わってから、全国総合開発計画に携わる。2003年には明治神宮外苑再整備構想調査委員会の座長を務め、報告書をまとめた。2004年12月の景観法施行にあわせて設立された「美しい景観を創る会」(2007年に活動終了)で代表を務めた。地域経済総合研究所評議員、特定非営利活動法人日本防災士機構副会長。
建物保存の分野では、財務省国有財産の活用に関する有識者会議座長を務め、旧岩崎邸庭園、日本工業倶楽部、国際文化会館、などの建物保存に関与した。

## 日本相撲協会との関わり
2008年9月30日、日本相撲協会外部理事に就任。2010年には一連の大相撲野球賭博問題を受けて設置された相撲協会外部による特別調査委員会の座長を務めた。
琴光喜を調査するにあたり、「当然やるよ。一番にクビだよ」と発言したり、横綱審議委員会について「改革についてお節介を焼かなくてもいいんですよ。権威主義的な昭和の遺物ですね」と述べて横審から抗議文を送られたり、「俺は外部の人間だから責任を感じなくて良いんだよ」と発言するなど、歯に衣着せない発言で話題となった。これらの言動は、不祥事を起こした力士や親方らのその後の処遇を決める立場の者が発言するにはあまりにも軽率かつ非常識であり、同時に彼らに対する人権軽視だとして、多くの相撲評論家や相撲ファンから批判された。
報道を担当するキャスターやコメンテーターにも小倉智昭のように伊藤を批判する者が多くいた。また、批判した人物の中には伊藤を招聘した側である協会の幹部も一部含まれている。また、会見で処分対象者の名を挙げる際にニヤニヤした顔つきをしたり、多くの協会関係者が緊張の面持ちで国技館入りする中でただ一人ズボンに手を突っ込んだ不遜な態度で国技館入りするなど、発言以外の動作面でも「態度が悪い」「調子に乗っている」「品が無い」「座長という自覚が無い」「無駄に偉そうな態度が気に喰わない」などと批判された。
翌2011年にも大相撲八百長問題で設置された特別調査委員会の座長に就任した。
しかし、2012年1月31日、日本相撲協会外部理事を退任。退任理由は伊藤の度重なる言動を問題視した協会の判断だといわれている。

## 著書
- 『巨大都市「東京」を組みかえる』(ステアリングシリーズ 科学技術を先導する30人 三田出版会, 1990.11
- 『ウォーターフロントの時代 90年代・新しい首都圏地図の読み方』PHP研究所, 1990.2
- 『ジオフロント 地下の大都会』(読売科学選書 読売新聞社, 1991.10
- 『市民参加の都市計画』(早稲田大学理工総研シリーズ 早稲田大学出版部, 1996.11
- 『提言・都市創造』（晶文社、1996年）
- 『東京のグランドデザイン 都市経営フォーラム講演録』(Keio UP選書) 慶應義塾大学出版会, 2000.3
- 『東京育ちの東京論 東と西の文化が共生する都市』(PHP新書) 2002.1
- 『都市の再生、地域の復活』ぎょうせい, 2004.1
- 『昭和のまちの物語 伊藤滋の追憶の「山の手」』ぎょうせい, 2006.7
- 『東京、きのう今日あした』(NTT出版ライブラリーレゾナント 2008.3
- 『たたかう東京 東京計画2030+』鹿島出版会, 2014.3
- 『旅する街づくり 若き都市計画家の欧米都市見聞録』万来舎, 2018.1

### 共著
- 『建築学大系 第23 新訂版  建築設備計画』伊藤滋 等著 彰国社, 1970
- 『現代都市学シリーズ 3 都市の制御』石原舜介,熊田禎宣共編(NHK市民大学叢書)日本放送出版協会, 1971
- 『現代都市学シリーズ 4  都市の回復』柴田徳衛共編(NHK市民大学叢書) 日本放送出版協会, 1971
- 『建築学大系 第3 新訂版  建築経済』伊藤滋 [等]著 彰国社, 1971
- 『土木工学大系 22 国土計画 ケーススタディ』伊藤滋[ほか]執筆 彰国社, 1979.10
- 『土木工学大系 23 都市および農村計画 ケーススタディ』伊藤滋[ほか]共著 彰国社, 1979.4
- 『地方の時代への模索 自然と都市と人間のあり方をもとめて』伊藤滋[ほか]編. 清文社, 1980.2
- 『都市と犯罪』編. 東洋経済新報社, 1982.10
- 『土木工学大系 21 都市環境論』伊藤滋[ほか著 彰国社, 1982.2
- 『犯罪のない街づくり』編. 東洋経済新報社, 1985.5
- 『都市開発のビジネス・チャンス 地価・交通・金融・法制・情報・デザイン・イベント・ゴミ』細見卓共監修. 東京教育情報センター, 1990.7
- 『小都市の魅力』榛村純一共編著. 清文社, 1991.5
- 『未来史のなかのメガシティ 空間のパラダイム生産のパラダイム』(ソフトテクノロジーシリーズ. 対話  佐和隆光共著. 三田出版会, 1992.12
- 『生活都市の時代 リビジョン東京』大都市生活構造研究会共編著. イースト・プレス, 1992.3
- 『都電型都市空間のすすめ』編著. 彰国社, 1994.10
- 『新都市誕生論』大都市生活構造研究会共編著. PHP研究所, 1995.10
- 『人間・都市・未来を考える』伊藤滋 ほか著, 大都市生活構造研究会「朝市ふぉーらむ」 編. PHP研究所, 1997.1
- 『建築家のための耐震設計教本』日本建築家協会都市災害特別委員会 編, 岡田恒男,矢野克巳共監修. 彰国社, 1997.4
- 『都市デザインとシミュレーション その技法とツール』監修, 環境シミュレーションラボ研究会編著. 鹿島出版会, 1999.1
- 『ビット産業社会における情報化と都市の将来』監修,光多長温,日端康雄編著. 慶應義塾大学出版会, 1999.1
- 『活生のまちをつくる 自由時間都市における人と地域』渡部與四郎共編,小栗幸夫[ほか]著. ぎょうせい, 1999.5
- 『分権と変革の都市経営 都市計画家たちの都市論と掛川論』戸沼幸市, 榛村純一共編. 清文社, 2000.4
- 『2025年のわがまち 生き残るための都市戦略論』真島一男共監修, 地方の拠点まちづくり協議会 編. ぎょうせい, 2001.6
- 『都心再構築への試み 丸の内再開発の徹底解明』(造景別冊 監修. 建築資料研究社, 2001.7
- 『東京再生 ハーバード・慶應義塾・明治大学プロジェクトチームによる合同提案』小林正美編, 東京インナーシティプロジェクト実行委員会共著. 学芸出版社, 2003.12
- 『欧米のまちづくり・都市計画制度 サスティナブル・シティへの途』小林重敬,大西隆共監修, 民間都市開発推進機構都市研究センター 編. ぎょうせい, 2004.6
- 『都市再生最前線 実践!都市の再生、地域の復活』編著. ぎょうせい, 2005.7
- 『新しい国づくりへ 東日本大震災復興への提言 世界に誇れる「美し国」に。』SHIP日本復興プロジェクト共著. 万来舎, 2011.5
- 『東日本大震災からの日本再生』尾島俊雄共監修. 中央公論新社, 2011.6
- 『東日本大震災復興への提言 持続可能な経済社会の構築』奥野正寛,大西隆, 花崎正晴共編. 東京大学出版会, 2011.6
- 『東日本大震災からの復興覚書』三舩康道共著. 万来舎, 2011.8
- 『日本の難題を問う森林と水源地』小島孝文,榛村純一, 高橋裕,永田信,古井戸宏通, 門馬淑子共著. 万来舎, 2014.8
- 『かえよう東京 世界に比類のない国際新都心の形成』都心のあたらしい街づくりを考える会都市構造検討委員会編, 監修. 鹿島出版会, 2017.4
- 『すみたい東京 2040年 + の東京都心市街地像の提案』編著. 近代建築社, 2017.9
- 『すてきに、東京 まちづくり女性プランナーが描く東京の未来像』監修, 2040年 + の東京都心市街地像研究会女性ワーキングの会編著. 近代建築社, 2019.7
- 『つくろう東京 2040年 + の東京計画図案集』編著, 2040年 + の東京都心市街地像研究会編. 近代建築社, 2019.9

### 翻訳
- ジョン・テトロー, アンソニー・ゴス共著「都市計画概説 住まいと町と交通』伊藤よし子 共訳. 鹿島出版会, 1975
- チャールズ・エイブラムス『都市用語辞典』監訳. 鹿島出版会, 1978.12
- W.ヘリー『地域モデル入門』金子敬生共訳. マグロウヒル好学社, 1978.9